# Summerslam
Summerslam, i marknadsföringssyfte skrivet SummerSlam, är tillsammans med Survivor Series, Royal Rumble och WrestleMania en av WWE:s största PPV-shower som går av stapeln varje år i augusti.

## Platser, tid och arenor för tidigare SummerSlam-galor
| Gala              | Datum           | Stad                        | Arena                             |
| ----------------- | --------------- | --------------------------- | --------------------------------- |
| SummerSlam (1988) | 29 augusti 1988 | New York, New York          | Madison Square Garden             |
| SummerSlam (1989) | 28 augusti 1989 | East Rutherford, New Jersey | Meadowlands Arena                 |
| SummerSlam (1990) | 27 augusti 1990 | Philadelphia, Pennsylvania  | The Spectrum                      |
| SummerSlam (1991) | 26 augusti 1991 | New York, New York          | Madison Square Garden             |
| SummerSlam (1992) | 29 augusti 1992 | London, England             | Wembley Stadium                   |
| SummerSlam (1993) | 30 augusti 1993 | Auburn Hills, Michigan      | The Palace of Auburn Hills        |
| SummerSlam (1994) | 29 augusti 1994 | Chicago, Illinois           | United Center                     |
| SummerSlam (1995) | 27 augusti 1995 | Pittsburgh, Pennsylvania    | Pittsburgh Civic Arena            |
| SummerSlam (1996) | 18 augusti 1996 | Cleveland, Ohio             | Gund Arena                        |
| SummerSlam (1997) | 3 augusti 1997  | East Rutherford, New Jersey | Continental Airlines Arena        |
| SummerSlam (1998) | 30 augusti 1998 | New York, New York          | Madison Square Garden             |
| SummerSlam (1999) | 22 augusti 1999 | Minneapolis, Minnesota      | Target Center                     |
| SummerSlam (2000) | 27 augusti 2000 | Raleigh, North Carolina     | Entertainment and Sports Arena    |
| SummerSlam (2001) | 19 augusti 2001 | San Jose, California        | Compaq Center                     |
| SummerSlam (2002) | 25 augusti 2002 | Uniondale, New York         | Nassau Veterans Memorial Coliseum |
| SummerSlam (2003) | 24 augusti 2003 | Phoenix, Arizona            | America West Arena                |
| SummerSlam (2004) | 15 augusti 2004 | Toronto, Ontario            | Air Canada Centre                 |
| SummerSlam (2005) | 21 augusti 2005 | Washington, D.C.            | MCI Center                        |
| SummerSlam (2006) | 20 augusti 2006 | Boston, Massachusetts       | TD Banknorth Garden               |
| SummerSlam (2007) | 26 augusti 2007 | East Rutherford, New Jersey | Continental Airlines Arena        |
| SummerSlam (2008) | 17 augusti 2008 | Indianapolis, Indiana       | Conseco Fieldhouse                |
| SummerSlam (2009) | 23 augusti 2009 | Los Angeles, California     | Staples Center                    |